# Allorchestes priceae
Allorchestes priceae är en kräftdjursart som beskrevs av Hendrycks och Edward Lloyd Bousfield 200. Allorchestes priceae ingår i släktet Allorchestes och familjen Hyalellidae. Inga underarter finns listade i Catalogue of Life.